# Il calesse di papà Junier
Il calesse di papà Junier (titolo originale: La Carriole du Père Junier) è un dipinto a olio su tela di 97x129 cm realizzato nel 1908 dal pittore francese Henri Rousseau.
È conservato nel Musée de l'Orangerie di Parigi.

## Descrizione
L'uomo che tiene orgogliosamente le redini è Claude Junier con la famiglia, la moglie Anna, una nipote e la figlia di quest'ultima, più i suoi animali (tre cani ed una cavalla di nome Rosa). L'altro uomo, che porta in testa un vistoso cappello di paglia, è lo stesso Rousseau.
Le figure del quadro si devono immaginare rappresentate su piani diversi e sovrapposti dove, come spesso accade nella pittura romanica, la grandezza del soggetto è funzione della sua importanza.
Il gruppo dei personaggi è perfettamente immobile e silenzioso come in una posa fotografica, mentre attorno si staglia con naturalezza e nella giusta  prospettiva l'arioso paesaggio di un'avenue     insolitamente grande e stranamente deserta.